# ستاره‌ها روی هنریتا می‌افتند
ستاره‌ها روی هنریتا می‌افتند (انگلیسی: The Stars Fell on Henrietta) یک فیلم است که در سال ۱۹۹۵ منتشر شد. از بازیگران آن می‌توان به رابرت دووال، آیدان کوئین، فرانسیس فیشر، برایان دنهی، و بیلی باب تورنتون اشاره کرد.